# Yves Thoraval
Pour les articles homonymes, voir Thoraval.
Œuvres principales
Les Cinémas de l'Inde
Regards sur le cinéma égyptien
Cinémas du Moyen-Orient
Dictionnaire de civilisation musulmane
L'ABCdaire de l'Islam
Yves Thoraval (Strasbourg, 27 février 1947 - Béziers, 6 juin 2012) est un historien du cinéma et critique français, spécialiste des cinémas du Proche-Orient et de l'Inde.

## Biographie
Diplômé en arabe de Langues O', Yves Thoraval est devenu « l’historien et l’incollable spécialiste des cinémas arabes et indiens, mais aussi de la civilisation musulmane ».
Grand voyageur, traducteur, il a collaboré à plusieurs journaux et revues, ainsi qu'à France Culture.
Il était conservateur en chef à la Bibliothèque nationale de France où il s'occupait des échanges internationaux.

## Publications
- Dictionnaire de civilisation musulmane, Larousse, 1995
- Le Yémen et la Mer Rouge (avec André Nied), L'Harmattan, 1995
- Les Écrans du Croissant fertile. Irak, Liban, Palestine, Syrie, Séguier, 1995
- Le Néopatriarcat : Essai, (avec Hisham Sharabi et Jacques Berque), Mercure de France, 1996
- Regards sur le cinéma égyptien, L'Harmattan, 1996
- Les Cinémas de l'Inde, L'Harmattan, 1998
- Sultanat d’Oman : Retour à l’histoire (avec Jean-Paul Charnay), Karthala, 2000
- L'ABCdaire de l'Islam, Flammarion, 2000
- Cinémas du Moyen-Orient, Séguier, 2000
- Le Monde musulman. Une religion, des sociétés multiples (avec Gari Ulubeyan), Larousse, 2003
- Judaïsme, Christianisme, Islam (avec Pierre Chavot), Flammarion, 2005